# Margo medialis scapulae

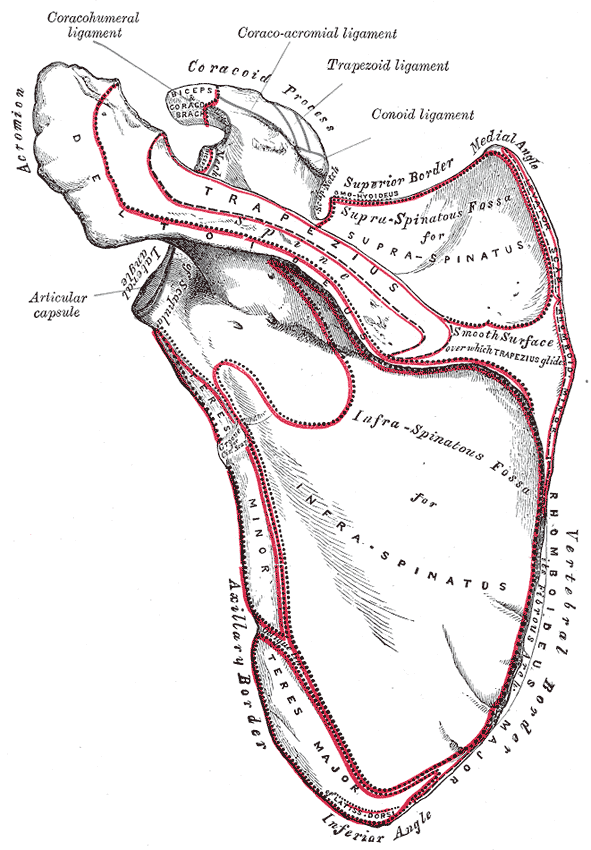
A bal lapocka hátulnézetből (a margo medialis scapulae a jobb oldalon látható)

A margo medialis scapulae a lapocka (scapula) belső széle és a három közül a leghosszabb. Az angulus superior scapulae és az angulus inferior scapulae között található. Alakja ívelt, középen a legvastagabb és a felső vége tompa. Ennek a szélnek két pereme van: az anterior és a posterior perem. Az anterior részen musculus serratus anterior tapad. A posterior felső része a musculus supraspinatus, az alsó része a musculus infraspinatusnak biztosít tapadási helyet. A két perem közötti területen a musculus rhomboideus minor és a musculus rhomboideus major és a musculus levator scapulae tapad.